# David Holt (Schauspieler)
David Jack Holt (* 14. August 1927 in Jacksonville, Florida; † 15. November 2003 in San Juan Capistrano, Kalifornien) war ein US-amerikanischer Kinderdarsteller sowie späterer Autor, Komponist und Herausgeber.

## Leben und Karriere
David Holt wurde als Sohn eines Ford-Mitarbeiters geboren. Er machte schon früh durch gute Fähigkeiten beim Tanzen auf sich aufmerksam und der Komiker Will Rogers empfahl seiner Familie, ihn in Hollywood unter Vertrag zu bringen. Einen seiner ersten Filmauftritte absolvierte David Holt 1933 als Sechsjähriger in einem Affenkostüm, wo er in dem Film Tarzan the Fearless den Schimpansen Cheetah doubelte. Holts großer Durchbruch kam ein Jahr später mit dem Film You Belong to Me, in dem er den Tod seiner Mutter verkraften muss. Paramount Pictures versuchte Holt als eine „männliche Shirley Temple“ – Temple war tatsächlich eine gute Bekannte von Holt – zu vermarkten. Neben Filmrollen spielte er auch regelmäßig am Theater.
So war im Jahre 1935 zunächst für die Titelrolle in der aufwendigen Literaturverfilmung David Copperfield nach Charles Dickens vorgesehen. Doch Produzent David O. Selznick empfand Holt als zu amerikanisch für die Rolle eines britischen Waisenjungen und gab deshalb Freddie Bartholomew den Vorzug, der durch diese Rolle zum Kinderstar wurde. In den nächsten Jahren bekam er einige gute Nebenrollen, etwa im Musical The Big Broadcast of 1936 sowie als nervtötender Sid Sawyer in der Literaturverfilmung Toms Abenteuer. Doch der große Durchbruch zum Kinderstar sollte nie erfolgen. Mit Erreichen der Pubertät ließ David Holts Beliebtheit wie auch bei vielen anderen Kinderschauspielern stark nach, sodass er sich Ende der 1940er-Jahre nach rund 40 Filmen zunehmend aus dem Schauspielgeschäft zurückzog. In den nächsten Jahrzehnten hatte er nur noch gelegentliche Fernsehauftritte.
Bereits mit 14 Jahren begann Holt zu komponieren und wandte sich nach dem Ende seiner Schauspielkarriere dem Musikgeschäft zu. Nach dem Zweiten Weltkrieg wurde Holt Geschäftsführer eines Musikverlages. 1952 trat er der ASCAP, der amerikanischen Vereinigung der Schauspieler, Komponisten, Herausgeber und Autoren, bei. Dort arbeitete er mit namhaften Komponisten wie Johnny Mercer, Paul Francis Webster oder Sammy Cahn. Holt und Cahn komponierten den Song The Christmas Blues, der Jahrzehnte später auch in dem Film L.A. Confidential (1997) zu hören war.
Holt schrieb außerdem den Song What Every Girl Should Know (1960) für Doris Day. Ebenfalls führte er über viele Jahre ein Immobiliengeschäft.
In Holts Autobiografie mit dem Titel The Holts of Hollywood, vor deren Vollendung er starb, sprach er davon, dass er lieber ein bedeutender Jazzpianist und Komponist als ein Schauspieler geworden wäre. Heute erinnert man sich an Holt allerdings hauptsächlich als Kinderschauspieler. Seine Geschwister Ricky und Betty waren gleichfalls Kinderdarsteller. Mit seiner Frau hatte David Holt vier Kinder. Er starb im Alter von 76 Jahren an einem Herzinfarkt.

## Filmografie (Auswahl)
- 1933: Forgotten Babies (Kurzfilm)
- 1933: Tarzan the Fearless
- 1934: Shock
- 1934: Wir senden Sonne (Stand Up and Cheer!)
- 1934: Harold Lloyd, der Strohmann (The Cat’s Paw)
- 1935: Age of Indescretion
- 1935: The Big Broadcast of 1936
- 1935: Der Untergang von Pompeji (The Last Days of Pompeii)
- 1938: Toms Abenteuer (The Adventures of Tom Sawyer)
- 1939: Hero for a Day
- 1942: Der große Wurf (The Pride of the Yankees)
- 1943: Und das Leben geht weiter (The Human Comedy)
- 1946: Hot Cargo
- 1946: Lassie – Held auf vier Pfoten (Courage of Lassie)
- 1949: Sky Liner
- 1949: Kesselschlacht (Battleground)
- 1949: Dem Rauschgift verfallen (She Shoulda Said No!)
- 1953: Combat Squad
- 1955: Polizeibericht (Dragnet; Fernsehserie, 2 Folgen)